# Liste des comtes de Genève
Les titres de comte de Genève, en latin comes Gebennensis, est un titre porté par les seigneurs ayant l'autorité sur le comté et sa ville principale, Genève. Il est porté, depuis le milieu du XIe siècle, par dix-sept seigneurs appartenant à la maison de Genève. À la fin du XIVe siècle, il passe à la maison de Thoire-Villars, avant que le comté entre dans les possessions de la maison de Savoie, qui en font une terre d'apanage.

## Histoire du titre
Le titre de « comte de Genève » est transmis, depuis le XIe siècle, de façon héréditaire, de mâle en mâle et par ordre de primogéniture, au sein de la maison de Genève, respectant ainsi la loi salique qui exclut les femmes. Au-delà de comes Gebennensis, on trouve les mentions suivantes dans certaines chartes comes de Gebenna, de Gebennis ou Gebennarum.
Vers 890, un comte Manassès, peut-être de Genève, est mentionné,,. Un second Manassès est mentionné dans une donation de 1002 auprès du roi de Bourgogne Rodolphe III,,. Cet officier du dernier roi de Bourgogne, Rodolphe III est mentionné et attesté dans sa titulature « Ego in Dei nomine Manasse comes » sur le comté de Genève. Aucune parentèle ne lui est connu si ce n'est Robert mentionné dans l'acte de 1002 comme son neveu et que l'on pourrait identifier dans deux actes de 1012 et 1019,.
Une famille dite de Genève — les Géroldiens — fait son apparition à cette même période,,, aucun lien de parenté n'est avancé. Le premier comte mentionné est un certain Gérold ou Giraud, attesté au milieu du XIe siècle. Il est mentionné en 1034 sous la forme « prince de la région ». Il semble avoir été placé comme comte par le dernier roi de Bourgogne Rodolphe III. Les Genève appartiennent à l'entourage et à la famille des Rodolphiens,.
Selon les différentes recherches, si les comtes règnent bien sur le comté de Genève, leurs droits sur la cité de Genève font toutefois débats. Certains historiens considèrent qu'ils ne les ont jamais possédés et que seul l'évêque a reçu ces droits de l'Empereur et est le seigneur de la cité. D'autres pensent que les comtes de Genève les ont détenu jusqu'au traité de Seyssel, en 1124, où le comte Aymon Ier reconnaît l'indépendance du pouvoir temporel de l'évêque de Genève, alors Humbert de Grammont,. Ce traité est suivi de ceux de Saint-Simon en 1156, puis d'Aix-les-Bains en 1184 et encore celui de Desingy en 1219, où la prépondérance de l'évêque est confirmée.

## Les comtes

### Premiers comtes de Genève (avantXIIesiècle)
Les premières mentions de comtes de Genève ou dans la région, sans preuve de lien familial sont :
- v. 770-800 : Olivier, compagnon de Charlemagne et de Roland[4], dont le père, un certain Reynier, aurait été seigneur du comté et dont les Géroldiens prétendront descendre selon certains auteurs anciens[15],[16] ;
- v. 890 : Manassès[4],[5], peut-être comte de Genève ;
- v. 1002 : Manassès[7],[6] (Manasaeus [8]) ;
- v. 1012[4] : Robert, peut-être un neveu du précédent[8],[10].

Le généalogiste bugiste, Samuel Guichenon, publie, dans son ouvrage Histoire généalogique de la royale maison de Savoie en 1660, une table généalogique des familles illustres dont la famille de Genève, mentionnant la généalogie suivante :
- 880 (?) : Ratbert (870/880 - † 901) ;
- 931 (?) :  Albitius (900 - † 931/932), son fils, comte de Genève ;
- (?) : Conrad (930 - † vers 963), son fils, comte de Genève ;
- v. 963-974 (?) : Robert († 974), son fils, comte de Genève, mentionné comme bienfaiteur de l'église/du prieuré de Peillonnex, alors que la charte daterait de 1012[18]. Même si les auteurs du Régeste genevois rappellent que la « charte ne mentionne pas de quelle famille était Robert et dans quel pays il était comte », ils ne remettent pas en cause les conclusions de Guichenon qu'il était comte de Genève[19]. Aurait eu deux fils Conrad, qui apparait dans la donation précédente[19], et Albert ;
- 974-1001 (?) : Albert de Genève, son fils, comte de Genève qui a épousé Eldegard ;
- 1004 (?) : Renaud, comte de Genève ;
- 1016 (?) : Aymon, comte de Genève, époux de Berthe de Flandres, fille du comte Baudoin ;
- 1034 : Gérold, comte de Genève, épouse Gisèle nièce du roi Rodolphe III de Bourgogne dont il a eu Robert, Jeanne de Genève et Gérold ;
- v. 1060 : Robert, comte de Genève, son fils, mort sans postérité ;
- v. 1080 : Gérold ou Gérard, comte de Genève, son frère, qui épouse Gisèle (de Bourgogne ?), puis en secondes noces, Thetberge ou Thietburge de Rheinfelden, fille de Rodolphe de Rheinfelden, duc de Souabe.

### Maison de Genève
Viennent dix-sept membres de la maison de Genève, dits aussi Géroldiens, :
| Rang | Nom                            | Règne                          | Notes                                                                  | Armoiries |
| ---- | ------------------------------ | ------------------------------ | ---------------------------------------------------------------------- | --- |
| 1    | Gérold ou Giraud († vers 1080) | v. 1023 - v. 1061 / avant 1080 | Père inconnu, premier comte de la famille de Genève mentionné en 1032, | |
| 2    | Conon († vers 1080)            | v. 1061 - v. 1080              | Son fils,                                                              | |
| 3    | Aimon ou Aymon Ier             | v. 1080 - avant 1128           | Son demi-frère,                                                        | |
| 4    | Amédée Ier († 1178)            | v. 1128 - 1178                 | Son fils,                                                              | D'argent à la bande d'azur accompagnée de deux lions du même Amédée Ier « prit pour armoiries souveraines les armes mêmes de Zähringen »,. |
| 5    | Guillaume Ier († 1195)         | 1178 - 1195                    | Son fils,                                                              | D'argent à la bande d'azur accompagnée de deux lions du même Amédée Ier « prit pour armoiries souveraines les armes mêmes de Zähringen »,. |
| 6    | Humbert († avant 1225)         | 1195 - avant 1225              | Son fils,                                                              | D'argent à la bande d'azur accompagnée de deux lions du même Amédée Ier « prit pour armoiries souveraines les armes mêmes de Zähringen »,. |
| 7    | Guillaume II († 1252)          | avant 1225- 1252               | Son frère,                                                             | D'argent à la bande d'azur accompagnée de deux lions du même Amédée Ier « prit pour armoiries souveraines les armes mêmes de Zähringen »,. |
| 8    | Rodolphe ou Raoul († 1265)     | 1252 - 1265                    | Son fils,                                                              | D'argent à la bande d'azur accompagnée de deux lions du même Amédée Ier « prit pour armoiries souveraines les armes mêmes de Zähringen »,. |
| 9    | Aymon II († 1280)              | 1265 - 1280                    | Son fils,                                                              | D'argent à la bande d'azur accompagnée de deux lions du même Amédée Ier « prit pour armoiries souveraines les armes mêmes de Zähringen »,. |
| 10   | Amédée II († 1308)             | 1280 - 1308                    | Son frère,                                                             | D'or à quatre points équipolés d'azur. Blason définitif à partir de Amédée II,.                                                            |
| 11   | Guillaume III (1286-1320)      | 1308 - 1320                    | Son fils,                                                              | D'or à quatre points équipolés d'azur. Blason définitif à partir de Amédée II,.                                                            |
| 12   | Amédée III (1311-1367)         | 1320 - 1367                    | Son fils,                                                              | D'or à quatre points équipolés d'azur. Blason définitif à partir de Amédée II,.                                                            |
| 13   | Aymon III († 1367)             | 1367 - 1367                    | Son fils,                                                              | D'or à quatre points équipolés d'azur. Blason définitif à partir de Amédée II,.                                                            |
| 14   | Amédée IV († 1369)             | 1367 - 1369                    | Son frère,                                                             | D'or à quatre points équipolés d'azur. Blason définitif à partir de Amédée II,.                                                            |
| 15   | Jean († 1370)                  | 1369 - 1370                    | Son frère,                                                             | D'or à quatre points équipolés d'azur. Blason définitif à partir de Amédée II,.                                                            |
| 16   | Pierre († 1392)                | 1379 - 1392                    | Son frère,                                                             | D'or à quatre points équipolés d'azur. Blason définitif à partir de Amédée II,.                                                            |
| 17   | Robert III († 1394)            | 1392 - 1394                    | Son frère, élu pape sous le nom Clément VII en 1378,                   | D'or à quatre points équipolés d'azur. Blason définitif à partir de Amédée II,.                                                            |

### Maison de Thoire et Villars
Le titre passe par mariage à la maison de Thoire-Villars à partir de 1394, à la suite de la mort du dernier comte de la maison de Genève, :
| Rang | Nom                         | Règne       | Notes                                              | Armoiries                                                                        |
| ---- | --------------------------- | ----------- | -------------------------------------------------- | -------------------------------------------------------------------------------- |
| 1    | Humbert de Villars († 1400) | 1394 - 1400 | Fils de Marie, fille d'Amédée IIII de Genève       | bandé d'or et de gueules de six pièces Armes de la famille de Thoire et Villars. |
| 2    | Odon ou Eudes               | 1400 - 1401 | Son oncle qui vend le titre à la maison de Savoie. | bandé d'or et de gueules de six pièces Armes de la famille de Thoire et Villars. |

En 1402, Odon de Villars vend le comté de Genève au duc de Savoie, Amédée VIII, pour 45 000 francs d'or. Ses héritiers contestent la vente. En 1424, après 23 ans de luttes et procès, Amédée VIII rachète à tous les prétendants leurs droits sur le comté.

### Maison de Savoie
À partir de 1402, le comté de Genève est vendu au comte de Savoie et disparaît. Il devient par période d'une terre apanagée dite Genevois, pour les cadets de la famille, à partir de 1424,.
- 1424-1451 : Amédée VIII, duc de Savoie
  - 1424 (27/28)-1434 : Louis Ier (1413-1465), fils cadet du précédent, comte avant la création de l'apanage, il ne porte que le titre sans avoir une réelle possession, futur duc de Savoie (1440-1465).
  - 1434- † 1444 : Philippe de Savoie (1417-1444), frère du précédent, comte, il ne porte, dans un premier temps, que le titre, puis possède la pleine possession du comté.
- 21 octobre 1445[30] ou 27 octobre 1452[29]-1460 : Louis de Savoie ou dit de Genève (1436 † 1482), fils du précédent, comte apanagiste, avant de devenir roi de Chypre, par mariage de 1459 à 1460 ;
- 1460-† 1491 : Janus de Savoie (1440-1491), frère du précédent, comte apanagiste de Genève ;
1491-† 1496 : Charles II (1489-1496), arrière-petit-fils de Louis Ier, duc de Savoie ;
1496-† 1497 : Philippe II (1438-1497), grand-oncle du précédent, fils de Louis Ier, duc de Savoie ;
1497-† 1504 : Philibert II (1480-1504), fils du précédent, duc de Savoie ;
1504-1514 : Charles III (1486-1553), frère du précédent, duc de Savoie.

À partir de 1514 jusqu'en 1659, le titre de comte apanagiste, puis de duc apanagiste de Genevois, que l'on trouve également sous la forme comte de Genève et de Genevois, passe à la branche cadette des Savoie-Nemours, dit également Genevois-Nemours.
- 1514-1533 : Philippe de Savoie-Nemours (1490 † 1533), frère du précédent, comte apanagiste de Genève ;
- 1533-1585 : Jacques de Savoie-Nemours (1531 † 1585), fils du précédent, duc de Genevois (1564) ;
- 1585-1595 : Charles-Emmanuel de Savoie-Nemours (1567 † 1595), fils du précédent, duc de Genevois ;
- 1595-1632 : Henri Ier de Savoie-Nemours (1572 † 1632), frère du précédent, duc de Genevois ;
- 1632-1641 : Louis de Savoie-Nemours (1615 † 1641), fils du précédent, duc de Genevois ;
- 1641-1652 : Charles Amédée de Savoie-Nemours (1624 † 1652), frère du précédent, duc de Genevois ;
- 1652-1659 : Henri II de Savoie-Nemours (1625 † 1659), frère du précédent, duc de Genevois ;
fin de l'apanage du Genevois.